# ポジティブ組織行動
ポジティブ組織行動 (ポジティブそしきこうどう、pojitelibuPositive Organizational Behavior, POB) とは、「今日の職場におけるパフォーマンス向上のために、測定、開発、効果的な管理が可能な、ポジティブ志向の人的リソースの強みと心理的能力の研究と応用」と定義されている（フレッド・ルータンズ、2002a, p.59）。

## 解説
ポジティブな心理的能力がPOBに含まれるためには、ポジティブであり、広範な理論と研究の基礎があり、有効な測定法がなければならない。加えて、開発の余地があり、パフォーマンス向上のために管理可能な状態でなければならない。最後に、POBの定義基準を満たすポジティブな状態は、主に個人のミクロ・レベルで研究され、測定され、開発され、管理される。
POBは、ミクロな個人レベルの構成要素に重点を置いているため、ポジティブな組織やそれに関連するマクロレベルの変数や尺度を扱うポジティブな視点とは異なる。
POBの包含基準を満たすのは、自己効力感、希望、楽観性、回復力といった状態的な心理的資源能力であり、これらを組み合わせることで、心理的リソース (Positive psychological capital, PsyCap）という根本的な高次の中核構成概念となる。